# Château de Marcouville (Eure)
Pour les articles homonymes, voir Château de Marcouville (homonymie).
Le château de Marcouville est un château situé à Marcouville, au nord-est du bourg d'Houville-en-Vexin dans l'Eure, en Normandie.

## Historique
En 1152, le duc Henri II détruit le manoir de Marcouville en représailles contre le rebelle Hugues de Chateauneuf.
En 1420, le roi d'Angleterre Henri V saisit à Marguerite de Calleville les manoirs de Marcouville, de Touffreville et de Mussegros et en fait don à William Burton. Jean Le Danois possède le manoir en 1486. Robert (I) de Gaillarbois, écuyer marié à Jeanne de Rune, rend aveu en 1505 pour le fief de Marcouville. Il reste dans la famille jusqu'à la fin du XVIIIe siècle.
L'architecte Joseph-Abel Couture réalise vers 1760 les écuries et les remises du château. En 1788, la seigneurie de Marcouville est devenue la propriété du marquis de Radepont, Jean-Léonor du Bosc. Sa petite-fille, épouse d'Henri-Évrard de Dreux-Brézé, grand maître des cérémonies de France, en hérite au début du XIXe siècle. Le château revient à sa mort à son frère.

## Description

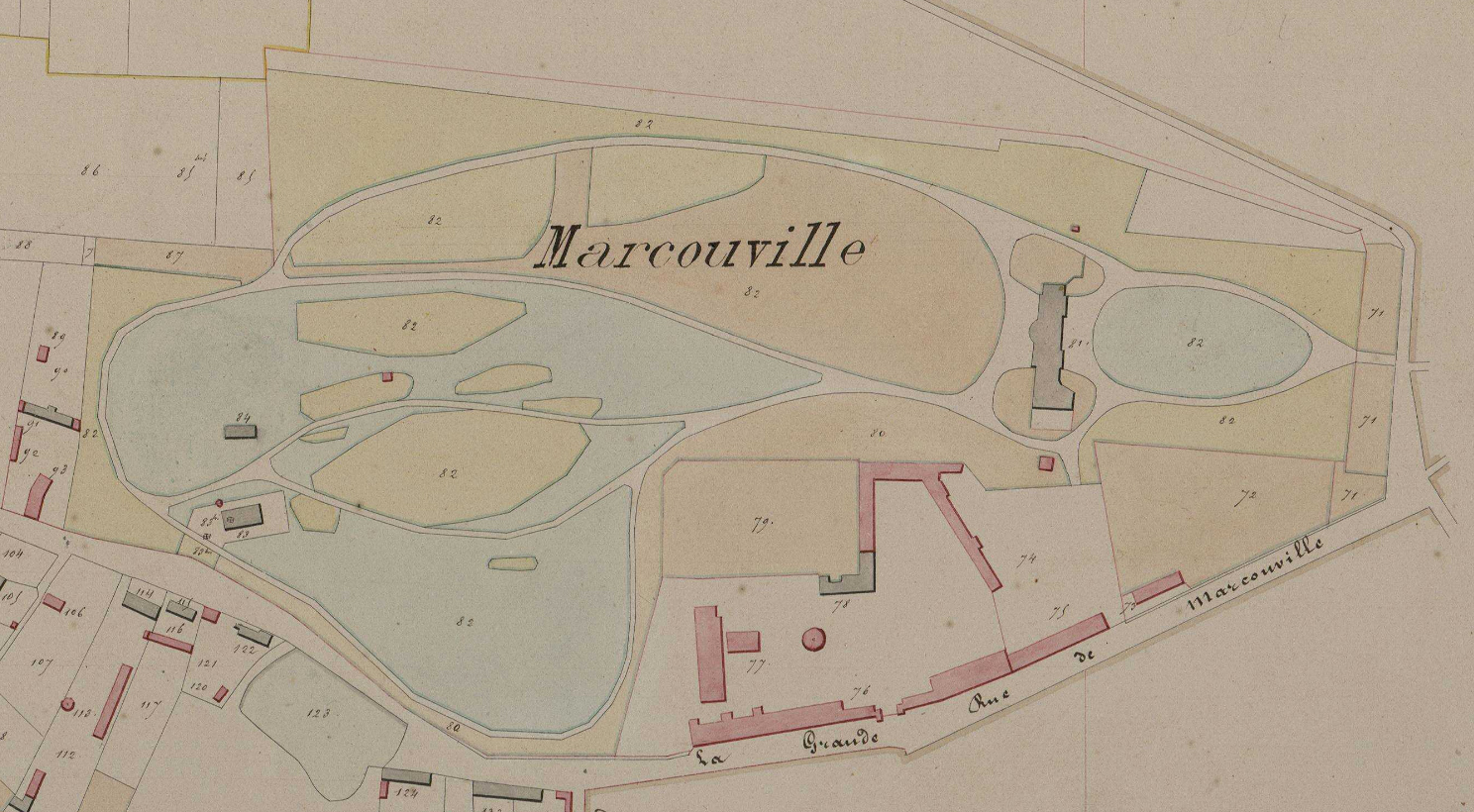
Extrait du cadastre napoléonien réalisé en 1828 montrant le domaine.

Le cadastre de 1828 nous permet de voir le domaine aujourd'hui disparu. Le château se trouvait au nord de la ferme avec un accès à l'est. Il s'organisait entre cour avec un plan d'eau ovale et un très grand parc composé d'une grande étendue d'eau et de bois.
Le château était un édifice classique en brique et pierre, long de 7 travées. Deux travées aux extrémités se trouvaient en saillies. La travée centrale en saillie présentait un avant-corps avec un blason sur consoles et surmonté d'un fronton triangulaire. Il s'élevait sur 2 niveaux plus le comble. Il a été détruit et le parc a été boisé. 
Il ne reste aujourd'hui que la ferme. Les éléments les plus notables sont le porche d'entrée en brique et pierre calcaire, avec une porte cochère et une porte piétonne encadrées de 2 tourelles et un colombier au centre de la cour.
Ne pas confondre avec le Château de Marcouville, situé dans un quartier de Pontoise (Val d'Oise).